# Kronika ptaka nakręcacza
Kronika ptaka nakręcacza (jap. ねじまき鳥クロニクル Nejimaki-dori kuronikuru) – powieść japońskiego pisarza Harukiego Murakamiego, wyróżniona nagrodą literacką Yomiuri w 1996 roku.

## Treść
Narrator powieści, Tōru Okada, rezygnuje z pracy, później ucieka mu kot, następnie porzuca go żona. Życie Okady, po stracie pracy monotonne i pozbawione ambicji (żona zarabia wystarczająco dużo na utrzymanie ich obojga, Tōru prowadzi dom) zostaje w ten sposób zburzone. Tōru wyrusza na poszukiwanie zwierzątka. Gdy odejście żony pozbawia go środków do życia i nie może sobie pozwolić na bezczynność, jest już innym człowiekiem, gotowym zacząć nowe życie.

## Wydania
Pierwsze wydanie w roku 1995, pierwsze wydanie polskie przez Wydawnictwo MUZA SA w roku 2004.